# Schloss Berensberg

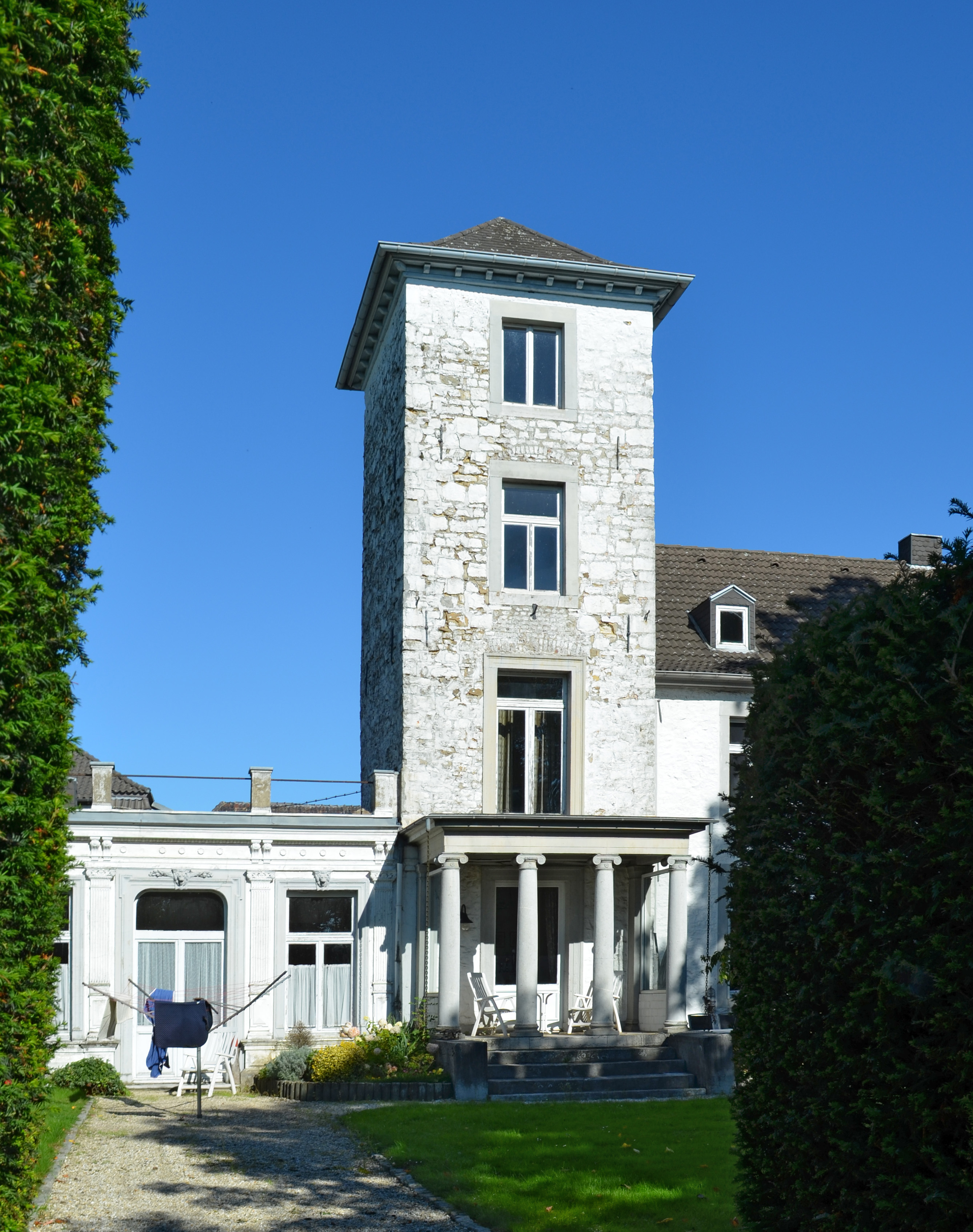
Vierecksturm des Schlosses Berensberg

Das Schloss Berensberg, auch Haus Berensberg und Gut Berensberg genannt, ist ein ehemaliger Adelssitz im Herzogenrather Ortsteil Kohlscheid-Berensberg. Bis zu Beginn des 15. Jahrhunderts war das Anwesen als kurkölnisches Lehen im Besitz einer gleichnamigen, niederadeligen Familie. Dann gelangte es an die Familie von Harff, welche die im Achtzigjährigen Krieg beschädigte Wasserburg um die Wende vom 16. zum 17. Jahrhundert als Vierflügelanlage neu errichten ließ. Durch Heirat einer Harff-Tochter kam die Anlage an die Familie von Reuschenberg, unter der 1714 ein neues Herrenhaus errichtet wurde. Weitere Besitzer waren die Familien Peltzer und Cockerill. Seit 1910 gehört Schloss Berensberg der Stadt Aachen.

## Geschichte

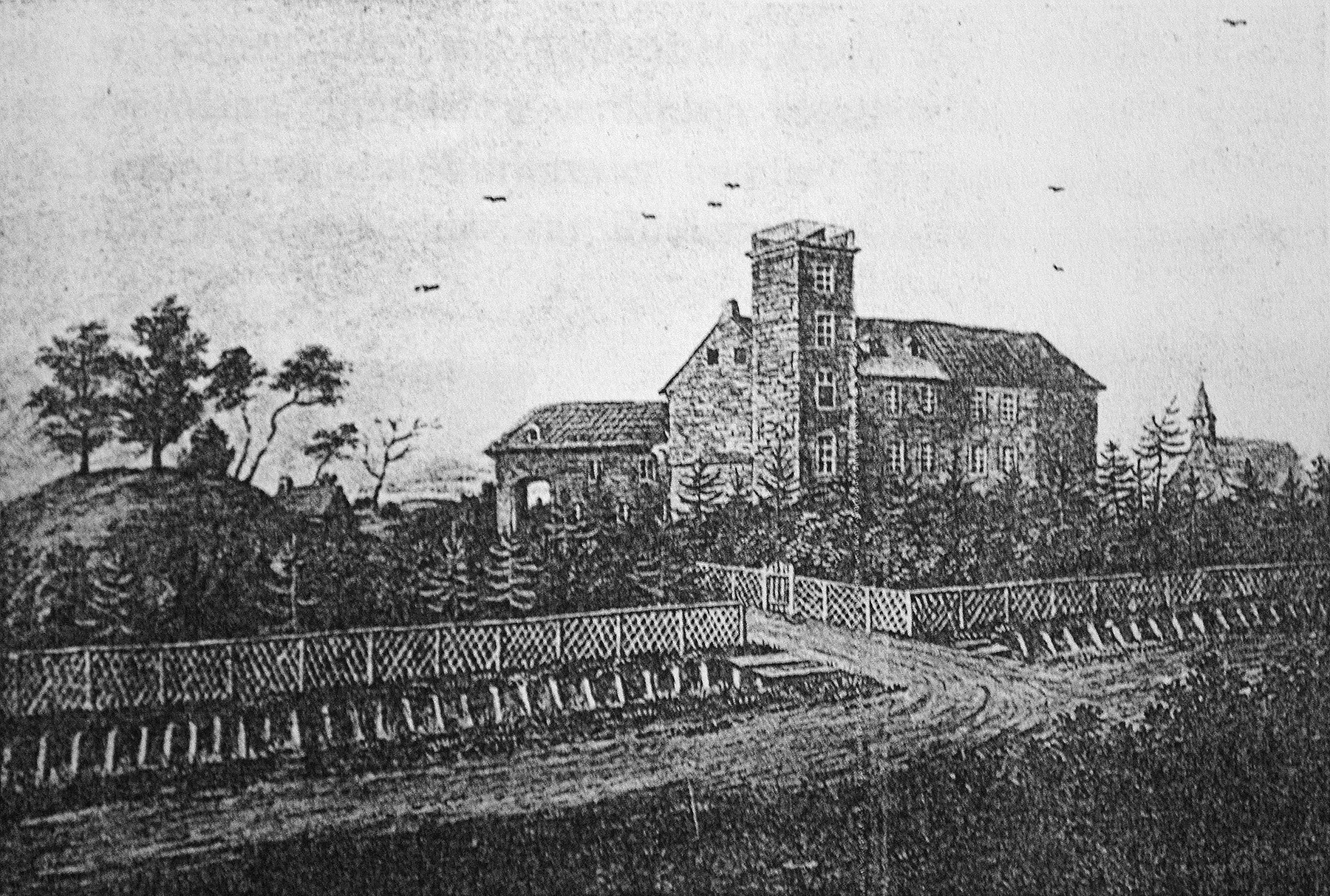
Schloss Berensberg um 1790

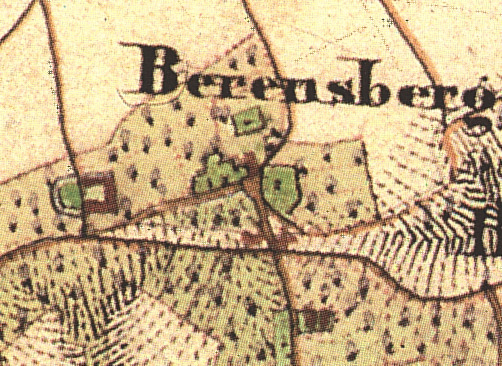
Schloss Berensberg im rheinisch-westfälischen Urkataster

Die Gründungszeit der Anlage ist ungewiss. Sehr wahrscheinlich war sie die hochmittelalterliche Stammburg eines gleichnamigen Geschlechts aus dem niederen Adel. Erstes namentlich bekanntes Mitglied dieser Familie war der 1250 urkundlich genannte Junker Goswin von Berensberg. Die Burg war ein Lehen Kurkölns, mit dem 1365 Matthias von Berensberg belehnt wurde. Dessen Nachfolger machte sein „Weiherhaus“, also seine Wasserburg, 1387 zum Offenhaus des Kölner Erzbischofs Friedrich III. von Saarwerden.
Zu Beginn des 15. Jahrhunderts befand sich ein Drittel von Berensberg im Besitz der Familie von Harff zu Alsdorf. 1440 verkaufte ihr der Ritter Gottschalk von Hochkirchen den übrigen Teil. 1580 wurde das Anwesen während des Achtzigjährigen Krieges mehrere Wochen lang von spanischen Truppen belagert. Die Burgbewohner konnten sich durch einen unterirdischen Geheimgang zur nahen Wolfsfurth flüchten, ehe die Anlage von den Spaniern eingenommen, geplündert und gebrandschatzt wurde. Kurz vor der Wende zum 17. Jahrhundert erfolgte ein Neubau als Vierflügelanlage auf den Grundmauern der beschädigten Vorgängerburg. Als die Besitzerfamilie 1670 mit Balduin von Harff im Mannesstamm ausstarb, kam der Besitz erst an Balduins Schwiegersohn Johann Ernst von Fleuron und dann an dessen Neffen Freiherr Balduin Friedrich von Reuschenberg. Er war der Sohn von Balduin von Harffs Tochter Margarethe, die Wilhelm von Reuschenberg geheiratet hatte. Balduin von Reuschenberg ließ 1714 gemeinsam mit seiner Frau Maria Anna von Brüninghausen ein neues Herrenhaus im schlichten Stil des Barocks errichten und diesem einen quadratischen Turm an der Südwestecke anfügen. Ihr Allianzwappen über dem Haupteingang zeugt heute noch davon. Ihre Söhne Franz Karl und Johann Georg verkauften den Besitz 1747 an Johann Friedrich Peltzer (auch Pelser geschrieben) (1702–1771), der einige Jahre später auch Eigentümer von Schloss Genhoes in der niederländischen Gemeinde Valkenburg aan de Geul wurde, und dessen Frau Katharina Theresia von Thimus (auch Thymus geschrieben) (1715–1750). Nach seiner Erhebung in den Reichsadelsstand am 28. Oktober 1766 nannte sich Johann Friedrich fortan von Pelser-Berensberg.
Sein Sohn Leonard Friedrich von Pelser-Berensberg (1740–1832) veräußerte die Anlage um 1820 an den Unternehmer James Cockerill, der dort ein Gestüt betrieb. Vermutlich hatte ihn seine Frau Caroline Elisabeth, eine geborene Pastor aus Aachen, auf die Idee gebracht. James’ Vater William, der vor den Unruhen der Belgischen Revolution aus Spa geflüchtet war, wohnte ab 1828 im Schloss und starb dort im Jahr 1832. Nach dem Tod James Cockerills 1837 erbte es dessen Tochter Adele. Sie ließ gegen Ende des 19. Jahrhunderts diverse Um- und Anbauten vornehmen. So ließ sie zum Beispiel den bis dahin noch vorhandenen Graben größtenteils verfüllen und auf dem gewonnenen Areal einen Blumengarten anlegen. Der verbliebene Grabenrest wurde zu einem Teich umgestaltet. Dem hohen Eckturm fügte sie westlich einen kurzen, eingeschossigen Flügel in der Formensprache des Neobarocks an. Sie vermachte das Anwesen bei ihrem Tod 1910 der Stadt Aachen. Testamentarisch hatte sie verfügt, dass dort ein Damenstift eingerichtet werden sollte. Heute sind die zum Schloss gehörenden Gebäude und Ländereien vermietet und verpachtet.

## Beschreibung
Schloss Berensberg liegt an der Berensberger Straße und damit in unmittelbarer Nähe zum Aachener Landgraben, der mittelalterlichen Grenze des Aachener Reichs. Die vierflügelige Anlage wird mehrheitlich landwirtschaftlich genutzt und hat durch Umbauten im 19. und 20. Jahrhundert ihren feudalen Charakter eingebüßt. Den Südflügel bildet das langgestreckte Herrenhaus mit einem pfannengedeckten Satteldach. Seine zwei Geschosse bestehen aus Bruchsteinmauerwerk und sind weiß geschlämmt. Durch Rechteckfenster mit Hausteinrahmung ist die südliche Außenfassade in sechs Achsen unterteilt. Über dem einfachen Haupteingang findet sich eine Steintafel mit dem Wappen Balduin von Reuschenbergs und seiner Frau Maria Anna von Brüninghausen sowie die Inschrift BALDUIN PHILIP FREYHERR VON REUSCHENBERG TU SILLIKUM TU BERNSBERG UND TRIPPART; MARIA ANNA FREYFRAW VON REUSCHENBERGH GEBOHRNE FREYINNE VON BRUNINGHAUSEN TUM HAMM UND SCHIMMELSKOPF FRAW TU BERNSBERG, 1714. An der zum Innenhof gewandten Seite gibt es einen Rundbogeneingang mit Hausteingewände, dessen Schlussstein das Wappen Anton von Harffs und seiner Frau Lutgard von Nesselrode sowie die Jahreszahl 1599 zeigt.

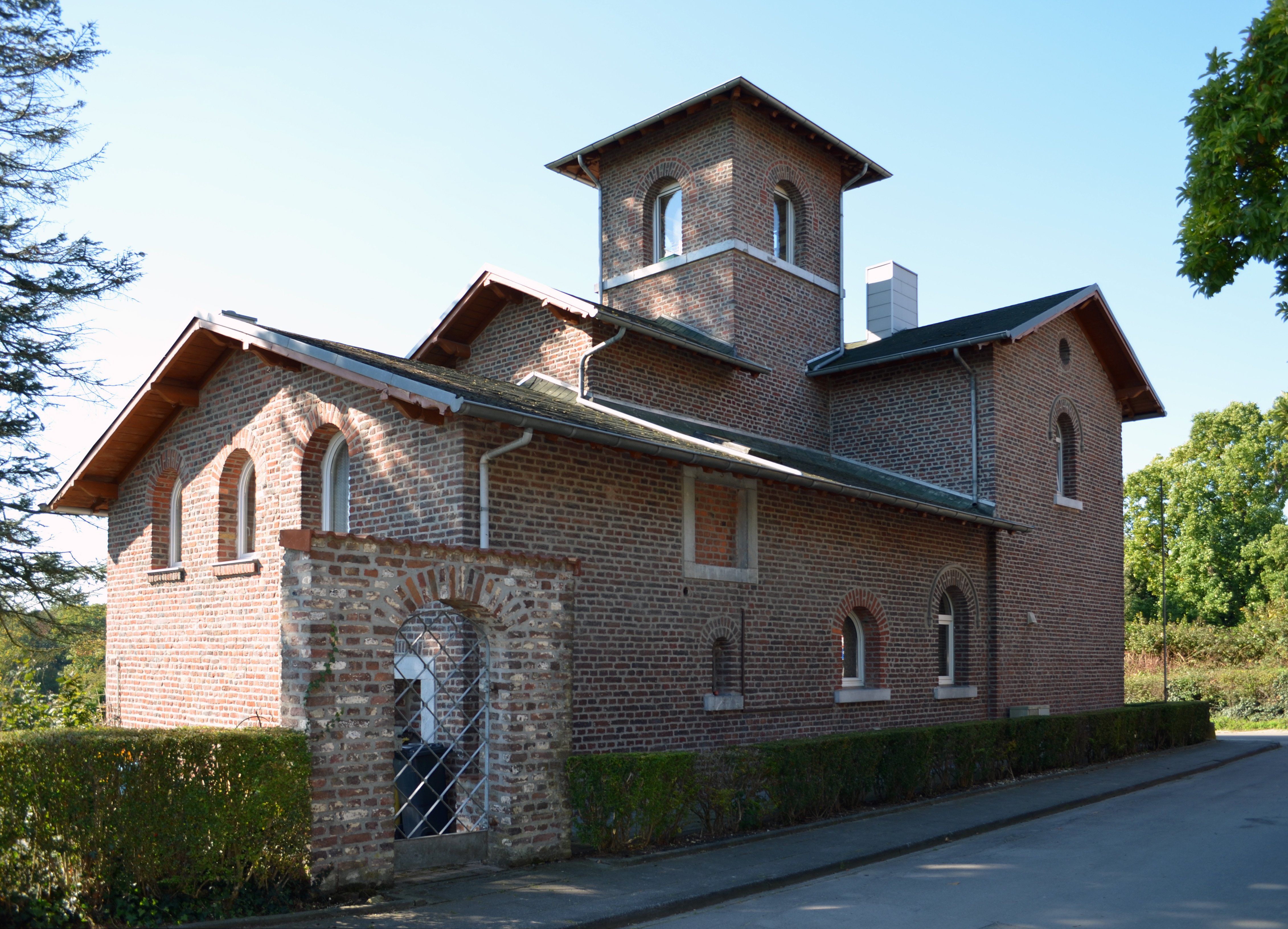
Ehemaliges Gärtnerhaus

Der quadratische, viergeschossige Turm an der Südwestecke des Herrenhauses trägt ein flaches Pyramidendach. Es ersetzte wohl eine frühere Terrasse mit Balustradenabschluss. Dem Turmeingang im Erdgeschoss ist ein Portikus vorgesetzt, dessen Gebälk von vier ionischen Säulen getragen wird. Dem Turm schließt sich an der Westseite ein kurzer, eingeschossiger Flügel vom Ende des 19. Jahrhunderts an. Seine Fassade ist durch Pilaster vertikal gegliedert.
Östlich der Anlage steht das heute denkmalgeschützte, ehemalige Gärtnerhaus des Schlosses. Der Backsteinbau besitzt einen T-förmigen Grundriss: Einem zweigeschossigen Westtrakt mit Satteldach und rundbogigen Fenstern im Erdgeschoss schließt sich an der Ostseite im rechten Winkel ein niedriger, eingeschossiger Trakt mit zentralem Turm an. Dessen drei Geschosse sind von einem flachen Pyramidendach abgeschlossen.